# Жоржевский сельский совет (Шишацкий район)
Жоржевский сельский совет (укр. Жоржівська сільська рада) — входит в состав
Шишацкого района
Полтавской области
Украины.
Административный центр сельского совета находится в 
с. Жоржевка.

## Населённые пункты совета
- с. Жоржевка
- с. Киселиха
- с. Колодежно
- с. Павловка
- с. Христевка